# Laciolina chloroleuca
Laciolina chloroleuca is een tweekleppigensoort uit de familie van de Tellinidae. De wetenschappelijke naam van de soort werd in 1818 voor het eerst geldig gepubliceerd door Jean-Baptiste de Lamarck.